# Eliana Durão
Eliana Durão, född 1 januari 1997 i Portugal, är en volleybollspelare (passare). Hon spelar i Portugals landslag och deltog med dem i  EM 2019.
På klubbnivå har hon spelat för Leixões SC (2020-), Porto Vólei (2019-2020), Castêlo da Maia GC (2016-2019) och Porto Vólei (2014-2016).